# المحمية الطبيعية الوطنية (المملكة المتحدة)

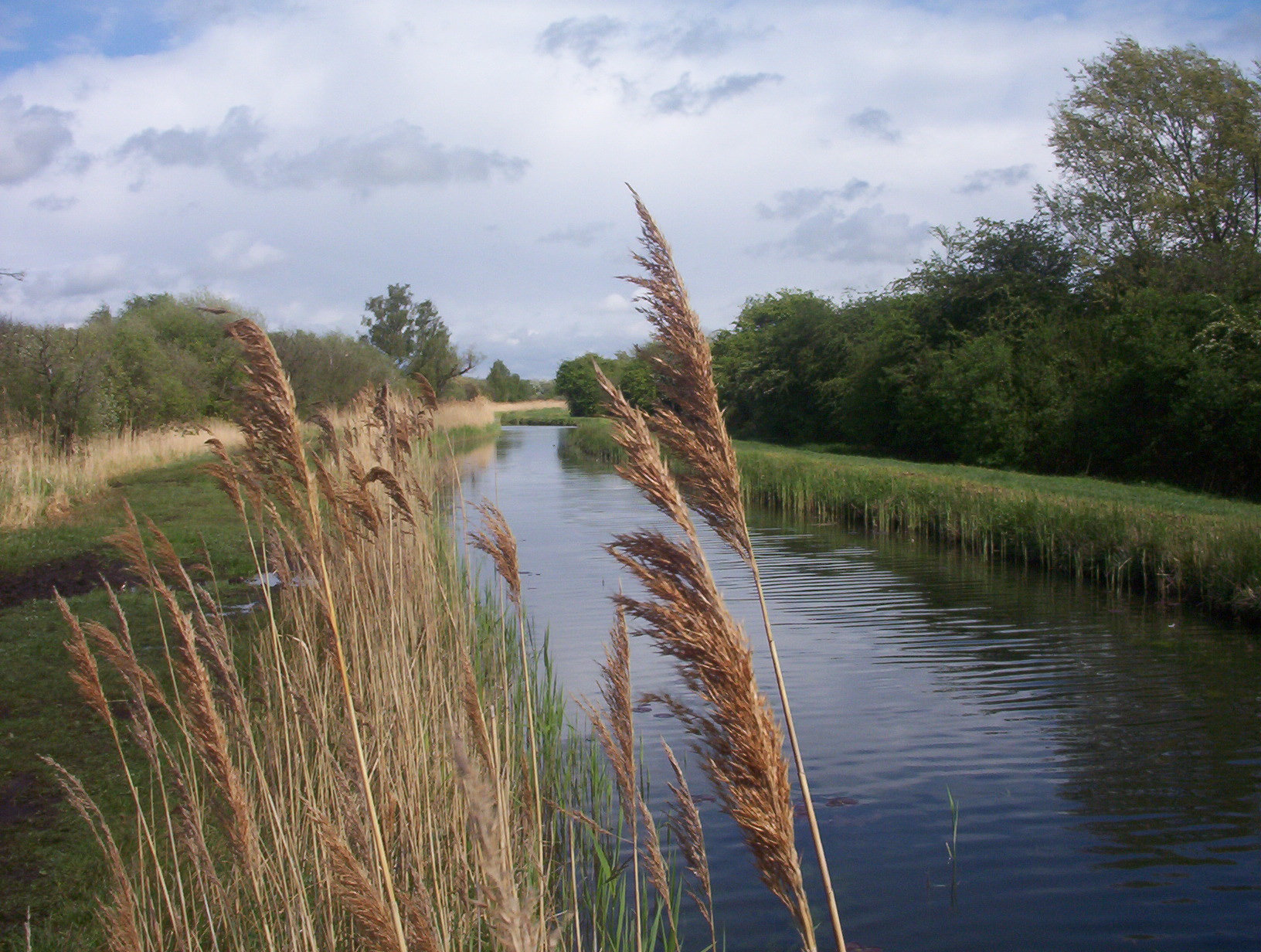
إحدى محميات انكلترا

المحمية الطبيعية الوطنية يتم تعيين بعض الاحتياطات الطبيعية القانونية من قبل الهيئات الوطنية في المملكة المتحدة وتعرف باسم المحميات الطبيعية الوطنية.

## بريطانيا العظمى
في بريطانيا العظمى قد يتم تصنيف المحميات الطبيعية التي تم تصميمها بموجب الجزء الثالث من المتنزهات الوطنية والوصول إلى قانون الريف لعام 1949 والتي تعتبر ذات أهمية وطنية «احتياطيات طبيعية وطنية» قانونية من قبل هيئة الحفاظ على الطبيعة الوطنية ذات الصلة.
حيث إذا تم تعيين محمية طبيعية من قبل سلطة محلية في بريطانيا العظمى فسيتم الإشارة إلى احتياطي الطبيعة القانوني الناتج كمحمية طبيعية محلية.

### إنجلترا
في إنجلترا تم تعيين 224 محمية طبيعية وطنية من قبل شركة انجلند الطبيعية.

### أسكتلندا
في اسكتلندا تم تخصيص 43 محمية طبيعية وطنية من قبل التراث الطبيعي الإسكتلندي

### ويلز
في ويلز تم تعيين 67 محمية طبيعية وطنية من قبل الموارد الطبيعية بويلز.

## إيرلندا الشمالية
في أيرلندا الشمالية تم تعيين المحميات الطبيعية القانونية من قبل وكالة البيئة الأيرلندية الشمالية بموجب أمر حماية الطبيعة والرفاهية (أيرلندا الشمالية) لعام 1985. وتوجد 47 محمية في أيرلندا الشمالية.

## انظر أسضًا
- المحمية الطبيعية غوديفيل